# Сабља (полицијска акција)
Полицијска акција „Сабља“ је полицијска акција проналажења и хапшења лица за која се сумња да су учествовала у убиству премијера Зорана Ђинђића, али и осталих лица за које се зна да су припадници група организованог криминала. Цела акција је започела непосредно након убиства премијера, 12. марта 2003. године. Званично је трајала до 22. априла 2003. године. Представља једну од највећих полицијских акција у историји српске полиције. За време ове акције, приведено је 11.665 особа повезаних са организованим криминалом. Међу њима је било много јавних и естрадних личности.

## Узрок почетка акције
Након извршења атентата на премијера Зорана Ђинђића, уведено је ванредно стање, као један облик припреме за полицијску истрагу. Ванредно стање је помогло да се спроведе полицијска акција, која је служила као обрачун актуелне власти са организованим криминалом. Примарни циљ ванредног стања и полицијске акције Сабља је био проналазак убица премијера Ђинђића. Актуелна власт је помоћу ова два дешавања желела да унапреди истрагу о убицама.

## Ток акције

### 12. март
Објава ванредног стања и почетак акције. У званичном саопштењу владе изнето је да је оптужено 200 људи за организовани криминал, међу њима и 23 члана земунског клана. Наташа Мићић, у то време в. д. председника Србије, прогласила је ванредно стање уз следећу изјаву:
| „ | Полазећи од тога да су убиством председника Владе Зорана Ђинђића, на територији Републике Србије, угрожена безбедност Републике Србије и права човека и грађанина и рад државних органа, у циљу откривања и хватања извршилаца атентата на основу члана 83. тачка 8. Устава Републике Србије на образложени предлог Владе Републике Србије доносим одлуку о проглашењу ванредног стања. Проглашава се ванредно стање на територији Републике Србије. Убиство председника Владе Републике Србије др Зорана Ђинђића представља напад на уставни поредак земље и најтежи злочин против безбедности и стабилности наше државе. Овај криминални чин покушао је да се заустави започета борба против организованог криминала, демократске реформе у земљи, наш повратак у међународну заједницу и угрози стабилност, како наше државе тако и регија. Донела сам одлуку да прихватим предлог Владе Републике Србије за проглашење ванредног стања са циљем да се очува безбедност људи, имовине и спроведе одлучан обрачун државних органа са организованим криминалом. У том циљу држава ће употребити сва средства правне државе у условима ванредног стања док се починиоци и налогодавци овог, али и свих других злочина почну у последње време не приведе правди. Позивам све грађане и државне институције да у овом тешком тренутку за нашу земљу остану присебни и извршавају обавезе предвиђене Уставом Србије и Законом о мерама за случај ванредног стања. Такође позивам све државне институције и правне субјекте да предузме све неопходне мере предвиђене Законом о мерама за случај ванредног стања и да се ставе у функцију органа безбедности који проналазе и приводе правду убице премијера Ђинђића. Упућујем позив Војсци Србије и Црне Горе, органима безбедности, свим органима правосуђа, медијима и политичким странкама да се уједине око ових циљева јер је у питању одбрана државе и очување њене стабилности. Ове мере ће трајати све док се не постигну горе поменути циљеви, односно док убице не буду приведене. | ” |

### 13. март
На информативни разговор приведени су Јовица Станишић и Франко Симатовић Френки. Министар унутрашњих послова Душан Михајловић на конференцији за штампу у 15:30 часова обавештава јавност да је приведено 40 особа и да је извршен претрес неколико десетина станова који припадају члановима Земунског клана. Износи се сумња да су постојала три атентатора, двојица наоружана са пиштољима и један наоружан са пушком са оптичким нишаном. Сва тројица су у тегет радним комбинезонима, са жутим апликацијама. Након пуцњаве побегли су са адресе Адмирала Гепрата 14 у правцу Балканске улице.
У 20:00 полиција излази са званичним обавештењем да је до тог тренутка ухапшено 56 особа, између осталих и осморица за које се сумња да су извршили атентат на премијера. Саопштена су имена следећих оптужених: Милорад Улемек, Душан Спасојевић и Миле Луковић. Сва тројица се налазе у бекству. Такође је речено да су тројица од осам до сада ухапшених чланова земунског клана затражила статус сведока сарадника.

### 14. март
У 17:00 Бране Пећанац, директор огранка Интерпола у Босни и Херцеговини, објављује да је добио захтев Интерпола Србије и Црне Горе да провери да ли се на територији БиХ налази једно лице осумњичено за атентат на премијера. Такође, потврђује да се дотично лице не налази на територији БиХ и не саопштава идентитет лица.
У 20:00 МУП излази у јавност са саопштењем да је, захваљујући информацијама грађана, ухапшено још неколико лица за којима се трагало. Такође се саопштавају кривична дела због којих се трага за неким лицима. Та кривична дела су:
- Отмица и убиство бившег председника Србије Ивана Стамболића
- Злочин на Ибарској магистрали
- Покушај убиства Вука Драшковића у Будви
- неколико десетина отмица изведених у последњих неколико година
- Више од педесет убистава на територији Београда и других градова
- Организована трговина наркотицима и стварање мреже продаваца на територији бивше Југославије и Европе
- Коришћење терористичких метода и средстава у међусобним разрачунавањима која су угрозила безбедност свих грађана (бомбашки напад на предузеће Дифенс Роад из Земун Поља)
- Покушај убиства председника Владе Републике Србије, др Зорана Ђинђића, 21. фебруара ове године на делу ауто-пута код хале „Лимес“.
- Убиство председника Владе Републике Србије, др Зорана Ђинђића, 12. марта у дворишту зграде Владе.

Тога дана, полиција је ухапсила 136 особа. Од тог броја, 120 остају у притвору 30 дана. Код ухапшених пронађена је велика количина наоружања, неколико украдених аутомобила и велика количина дроге. Влада саопштава да је до тог дана ухапшено 180 лица.
Полиција у Кули саопштава да се Легија не налази у том месту, што потврђује и председник скупштине општине Кула, Жељко Дворжак.
Жарко Кораћ, у интервјуу за Б92, говори да је главни осумњичени за атентат сарадник ДБ-а, а други главни осумњичени бивши командант специјалних јединица ДБ-а. Имена не износи.

### 15. март
Полиција саопштава да је ухапшен Млађан Мићић звани Пацов, један од вођа земунског клана. У истој акцији ухапшени су и чланови такозване Мићићеве групе: Саша Стојковић, Радованче Миљковић, Младен Павловић, Дејан Живановић, Јовица Јанковић и Радостан Живковић. Код њих је пронађено и заплењено оружје у илегалном поседу, уређаји за ноћно посматрање и већи број луксузних аутомобила. Тог дана су ухапшени и Зоран Јотић Јотка, вођа крушевачког клана, који је осуђен на укупно 15 година затвора, Горан Обрадовић звани Суша, који је убрзо и пуштен, као и Предраг Филиповић, због сумње да је трговао оружјем и дрогом. Он је осуђен на 15 година затвора, али је због доброг владања пуштен на слободу 2008. године.